# ニコライ・トルベツコイ
ニコライ・セルゲーエヴィチ・トルベツコイ公爵（ロシア語: Никола́й Серге́евич Трубецко́й、ラテン文字表記の例、Nikolai Sergeievich Trubetzkoi、1890年4月15日 - 1938年6月25日）は、ロシアの言語学者。構造主義で知られるプラハ学派の要人。ユーラシア主義の代表的人物としても知られる。

## 経歴
1890年、モスクワにて、中世リトアニアを支配していたゲディミナス朝の流れをくむ、リトアニア＝ルーシ系ボヤーレ（大貴族）トルベツコイ公爵家に生まれた。1913年にモスクワ大学を卒業。卒業後は母校の教師となり講義を行っていたが、ロシア革命が起こる。革命後は、ロストフ・ナ・ドヌ大学、ソフィア大学、ウィーン大学に勤めた。
1929年から著しくソ連礼讃をするようになったスヴチンスキーやミルスキーら他のユーラシア主義者を批判し、以降はユーラシア主義のグループには加わらなかった。ヒトラーの教説にも批判的だったため、ナチスに追いつめられ、ウィーンで心臓の発作のため死亡した。

## 研究内容・業績
死後刊行された大著“Grundzüge der Phonologie”では、意味を区別する最小の単位「音素」という概念が提起され、音そのものを扱う音声学から言語に関わる音を扱う形態音韻論が分離するきっかけになった。

## 家族・親族
- 父：セルゲイ・ニコラーエヴィチ（英語版）は哲学者。
- おじ：エヴゲーニイ・ニコラーエヴィチ（英語版）も著名な哲学者。